# Franz Lucas
Franz Lucas, född 15 september 1911 i Osnabrück, död 7 december 1994 Elmshorn, var en tysk promoverad läkare och SS-Obersturmführer. Han var lägerläkare i Auschwitz-Birkenau från mitten av december 1943 till sensommaren 1944.
Lucas bestämde bland annat vilka av de nyanlända fångarna som omedelbart skulle föras till gaskamrarna. Efter tiden i Auschwitz-Birkenau verkade han i Mauthausen, Stutthof, Ravensbrück och Sachsenhausen.
Vid den första Auschwitzrättegången (1963–1965) dömdes han till tre år och tre månaders fängelse. Lucas frisläpptes i mars 1968. Året därpå inleddes efter överklagan en ny rättegång i Bundesgerichtshof, men 1970 frisläpptes han på nytt.
Från 1970 till 1983 arbetade han som läkare med egen praktik.